# Hahmajärvi (sjö i Päijänne-Tavastland)
Hahmajärvi är en sjö i Finland. Den ligger i kommunen Hollola i landskapet Päijänne-Tavastland, i den södra delen av landet, 90 km norr om huvudstaden Helsingfors. Hahmajärvi ligger 90,6 meter över havet. Arean är 92,2 hektar och strandlinjen är 6,14 kilometer lång. Sjön  ingår i Borgå å huvudavrinningsområde.   I omgivningarna runt Hahmajärvi växer i huvudsak blandskog. Den sträcker sig 2,0 kilometer i nord-sydlig riktning, och 1,0 kilometer i öst-västlig riktning.